# Dirk Edmund Zerwas
Dirk E. Zerwas (* 1968 in Aachen) ist ein deutscher Elementarteilchenphysiker
am Laboratoire de l'Accélérateur Linéaire (LAL) des CNRS in Orsay (Frankreich).

## Leben und Wirken
Nach dem Abitur 1988 am Kaiser-Karls-Gymnasium in Aachen hat er an der Universität Heidelberg Physik studiert.
In seiner Diplomarbeit am dortigen Institut für Hochenergiephysik (jetzt KIP) hat er Teststrahldaten eines Flüssig-Argon Kalorimeters analysiert. Danach ist er zum LAL gewechselt, wo er am ALEPH Experiment des Large Electron-Positron Colliders LEP am CERN beteiligt war.
Im Jahr 1998 ist er von der Université Paris-Sud promoviert worden mit einer Arbeit zur Messung von Eigenschaften der W-Bosonen und der Suche nach neuen Teilchen, die in Erweiterungen des Standardmodells der Elementarteilchenphysik auftreten. Seit der Promotion ist er Wissenschaftler
am LAL in Orsay, einer Einrichtung des Institut national de physique nucléaire de physique des particules (IN2P3) im Centre National de Recherche Scientifique (CNRS) und der Université Paris-Sud.
Dort hat er im Hardware-Bereich an der Elektronik des Kalorimeters und an der Software zur Datenrekonstruktion des ATLAS Detektors am Large Hadron Collider LHC am CERN mitgearbeitet.
Physikalisch interessiert er sich für die Erforschung des Higgs-Bosons am LHC und möglicher supersymmetrischer Erweiterungen des Standardmodells. In diesem Zusammenhang ist er Mitgründer der SFitter Kollaboration, die sich mit der Bestimmung der fundamentalen Parameter in diesen Theorien aus stark korrelierten Messgrößen beschäftigt.
Seit 2009 leitet er, zusammen mit Kollegen aus der Theoretischen Physik, das Netzwerk "Groupement De Recherche Terascale" des CNRS.
2008 hat Dirk E. Zerwas den Thibaud-Preis der Akademie de Wissenschaften von Lyon erhalten.